# Александрийский сельсовет (Благодарненский район)
Александри́йский сельсове́т — упразднённое сельское поселение в составе Благодарненского района Ставропольского края Российской Федерации.

## География
Территория муниципального образования располагалась в западной части Благодарненского района.

## История
Александрийский сельский Совет депутатов трудящихся. Упоминается в 1939-1991 годах.
Законом Ставропольского края от 14 апреля 2017 года № 38-кз, все муниципальные образования, входящие в состав Благодарненского муниципального района Ставропольского края — городское поселение город Благодарный, сельские поселения Александрийский сельсовет, село Алексеевское, хутор Большевик, село Бурлацкое, село Елизаветинское, Каменнобалковский сельсовет, Красноключевский сельсовет, село Мирное, село Сотниковское, село Спасское, Ставропольский сельсовет, село Шишкино, аул Эдельбай — были преобразованы, путём их объединения, в Благодарненский городской округ.

## Население
| 1989  | 2002  | 2010  | 2011  | 2012  | 2013  | 2014  |
| ----- | ----- | ----- | ----- | ----- | ----- | ----- |
| 3644  | ↗4741 | ↘4142 | ↘4131 | ↘4038 | ↘4004 | ↘3962 |
| 2015  | 2016  | 2017  |       |       |       |       |
| ↘3915 | ↘3872 | ↘3857 |       |       |       |       |

### Национальный состав
По итогам переписи населения 2010 года на территории сельского поселения проживали следующие национальности (национальности менее 1 %, см. в сноске к строке «Другие»):
| Национальность | Численность | Процент |
| -------------- | ----------- | ------- |
| Русские        | 3366        | 81,27   |
| Цыгане         | 259         | 6,25    |
| Езиды          | 124         | 2,99    |
| Даргинцы       | 74          | 1,79    |
| Ассирийцы      | 65          | 1,57    |
| Турки          | 65          | 1,57    |
| Другие         | 189         | 4,56    |
| Итого          | 4142        | 100,00  |

По данным на 1 января 2013 года на территории Александрийского сельсовета проживало 4158 человек 28 национальностей, из которых наиболее многочисленные — русские — 3592 человека (86,39 %); другие национальности: ассирийцы — 65 человек, даргинцы — 68 человек, езиды — 87 человек, турки — 50 человек, цыгане — 160 человек и др.

## Состав поселения
До упразднения Александрийского сельсовета в состав его территории входили 5 населённых пунктов:
| № | Населённый пункт    | Тип населённого пункта       | Население |
| - | ------------------- | ---------------------------- | --------- |
| 1 | Александрия         | село, административный центр | ↗3385     |
| 2 | Госплодопитомник    | посёлок                      | ↘0        |
| 3 | Кучурин             | хутор                        | ↘15       |
| 4 | Мокрая Буйвола      | посёлок                      | →124      |
| 5 | Новоалександровский | хутор                        | →312      |

## Органы власти
- Совет муниципального образования Александрийский сельсовет[18], состоял из 10 депутатов, избираемых на муниципальных выборах по одномандатным избирательным округам. Глава поселения — Владимир Николаевич Мищенко.
- Администрация сельского поселения Александрийский сельсовет[18].

## Инфраструктура
- Дополнительный офис Сбербанка России.
- Отделение электросвязи.
- Отделение почтовой связи.
- Ветеринарная лечебница.
- Газовый участок.
- Александрийский участок РЭС.
- Станция железной дороги.
- Автодорога Р-266.

## Образование
- Детский сад № 4.
- Средняя образовательная школа № 2.
- Филиал Благодарненской школы искусств.

## Культура
- Дом культуры села Александрия.
- Библиотека.

## Медицина
- Александрийская врачебная амбулатория.

## Экономика
Основные сельскохозяйственные предприятия:
- Открытое акционерное общество «Агрохлебопродукт».
- филиал «АгроПервое Мая».
- Общество с ограниченной ответственностью опытно-производственное хозяйство «Луч» Новоселицкого района.
- фермерские хозяйства И. И. Измайлова, М. К. Магомедова, С. П. Кузнецова, В. К. Фуркулица.

Предприятия:
- ООО Мокро-Буйволинский «Зерно-Продукт».
- ООО «МБ-Сервис»-элеватор.
- ООО «АгроХимУниверсал».
- Сбербанк России, Филиал № 1860/00002.

## Религия
- Храм Св. Дмитрия Солунского.

## Памятники
- Братская могила красных партизан, погибших в годы гражданской войны[19].
- Памятник воинам-односельчанам, погибшим в годы Великой Отечественной войны 1941—1945 гг. 1967 год[20].